# 渡部美由紀
渡部 美由紀（わたなべ みゆき、1973年 - ）は、日本の法学者。専門は民事手続法、倒産法。名古屋大学副総長を経て、早稲田大学法学学術院教授。

## 人物・経歴
1995年東北大学法学部卒業、東北大学法学部助手。2000年法政大学法学部助教授。2008年コンスタンツ大学客員研究員。名古屋大学大学院法学研究科助教授、名古屋大学大学院法学研究科准教授を経て、2011年名古屋大学法学研究科教授に昇格。
2012年国立大学法人名古屋大学総長補佐（人権担当）。2014年消費者庁特定適格消費者団体の認定・監督に関する指針等検討委員会委員。2016年豊田市情報公開・個人情報保護審査会委員。2017年愛知県労働委員会公益委員。2019年法務省司法試験考査委員。
2020年名古屋大学副総長補佐（人権・法務）、名古屋大学公正研究委員会公正研究調査専門委員会内部委員。2022年名古屋市情報公開審査会委員、東海北陸地方社会保険医療協議会愛知県部会委員・臨時委員。
2023年国立大学法人東海国立大学機構機構長補佐、名古屋大学副総長（特命担当（人権））。2025年早稲田大学法学学術院法学部教授。名古屋大学医学部附属病院治験審査委員会委員、名古屋大学附属図書館商議員等も歴任。専門は民事手続法、倒産法。